# Claire de Montefalco

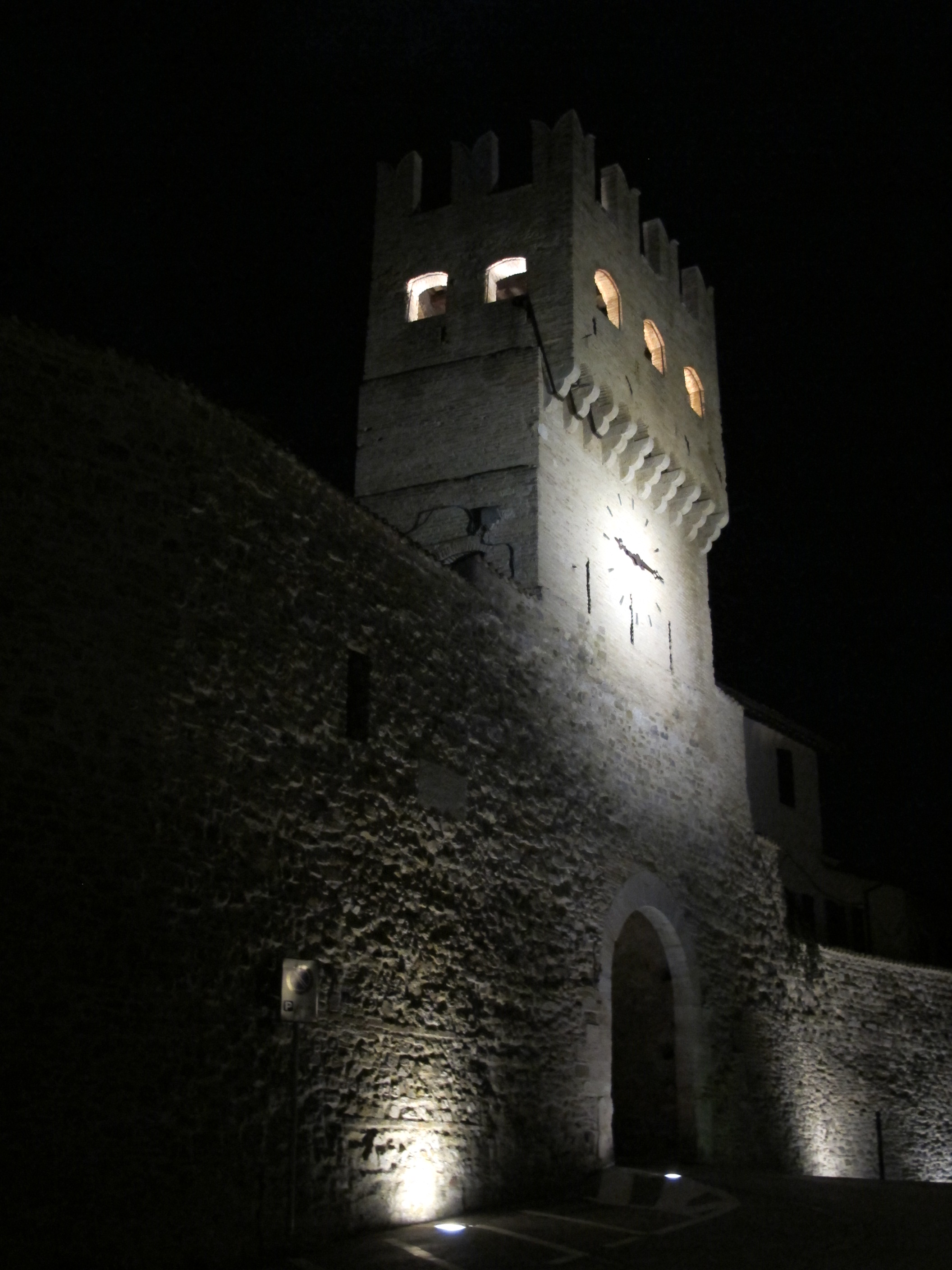
Montefalco, la porte Saint-Augustin.

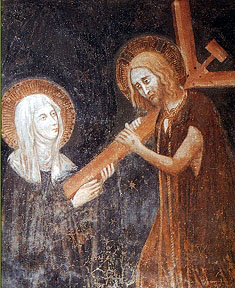
L'apparition de 1294.

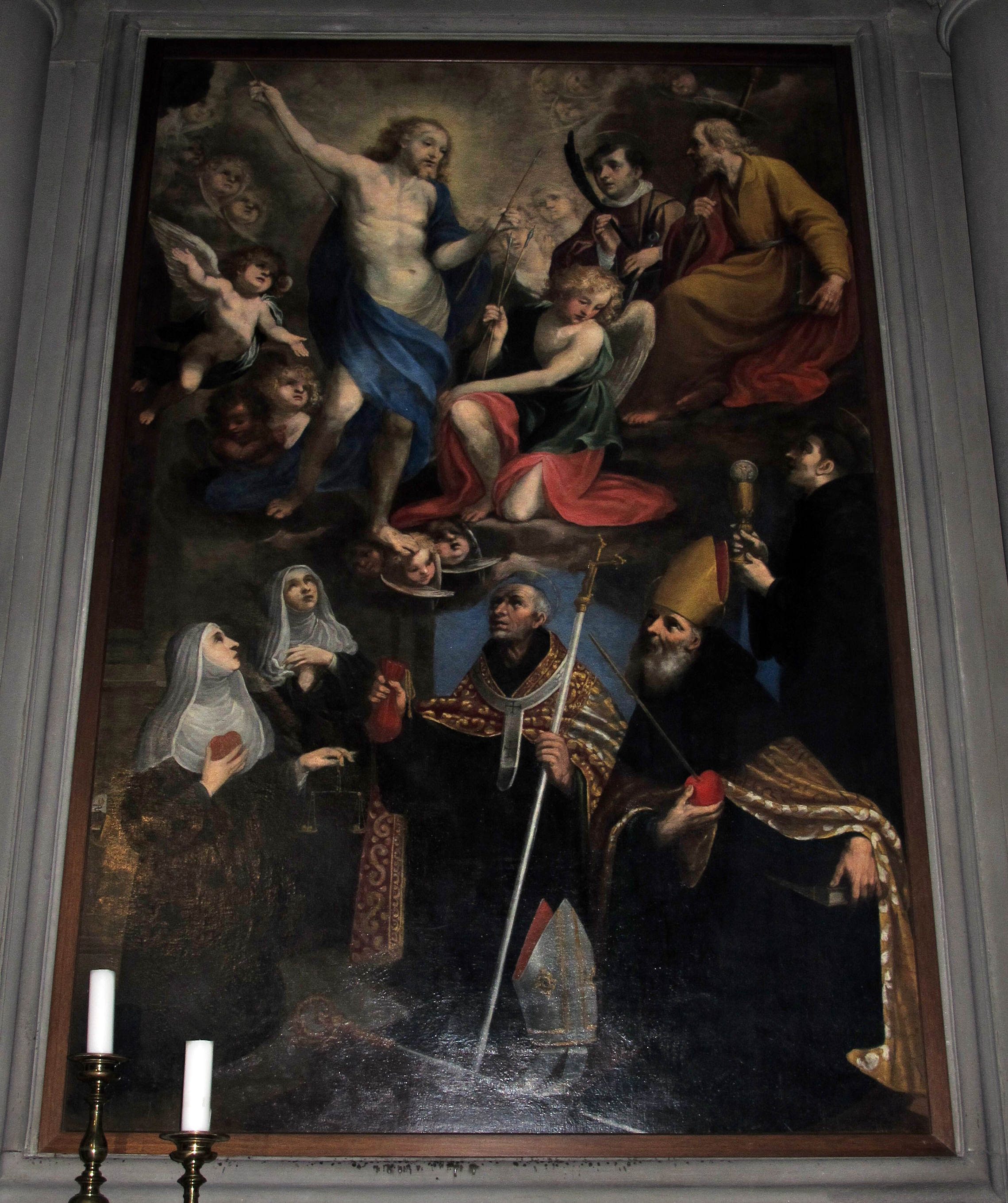
De gauche à droite : Claire de Montefalco, Rita de Cascia, Thomas de Villeneuve, Jean de Saint-Facond et Augustin d'Hippone.

Claire de Montefalco (1268-1308) est une religieuse Augustine italienne. Un siècle avant sa consœur, sainte Rita de Cascia, elle a développé une spiritualité de la Passion du Christ et vécu une expérience mystique de stigmatisation intérieure. Elle a été canonisée en 1881 par Léon XIII. Sa mémoire se célèbre le 17 août.

## Biographie

### De l'ermitage franciscain au monastère augustinien
Chiara est née en 1268, à Montefalco, dans la province de Pérouse, en Ombrie, non loin du val de Spolète. À sa naissance, ses parents, Damiano et Iacopa habitent à proximité de l'église San Giovanni Battista, qui sera cédée par la commune aux ermites de saint Augustin en 1275. Avec l'aide financière du père, sa sœur aînée, Giovanna, fonde, aux environs de 1270, le reclusorio di San Leonardo, sorte d'ermitage dans lequel des recluses vaquaient à la prière, et dont elle était la supérieure, sous une règle d'inspiration franciscaine.
En 1281, la communauté venant à s'étendre, les religieuses décident de s'implanter dans un autre endroit de la ville, sur la colline Santa Caterina del Bottaccio, mais ce projet rencontre l'hostilité de la population, mécontente de voir un nouveau couvent s'établir à proximité d'établissements religieux plus anciens (bénédictin, franciscain et augustin), dont certains subsistaient déjà par les seules aumônes. Pour couper court aux difficultés, l'évêque de Spolète, dom Gérard Artesino, impose aux recluses la règle de saint Augustin, érige leur maison en monastère et nomme Giovanna abbesse sous sa juridiction, par un décret signé le 10 juin 1290. Ainsi s'est établi le monastère de la Sainte Croix et de Sainte Catherine d'Alexandrie, dont Chiara deviendra l'abbesse à la mort de sa sœur, le 22 novembre 1291.

### Une personnalité mystique
Ayant manifesté très tôt le désir de la vie religieuse, Chiara est accueillie dès l'âge de sept ans dans l'institution dirigée par Giovanna, où elle recevra le nom de Chiara della Croce (Claire de la Croix). Devenue supérieure, elle continue d'offrir l'exemple d'une observance parfaite de la règle, se faisant tout à la fois la madre et la maestra des religieuses. Loin de refermer la communauté sur elle-même, elle l'ouvre à d'éminents ecclésiastiques comme Giacomo et Pietro Colonna, Napoleone Orsini, ou encore Ubertin de Casale, venus chercher des conseils spirituels auprès de cette personnalité mystique hors du commun.
Outre des révélations, prophéties et bilocations, elle est favorisée, en 1294, d'une apparition du Christ portant sa croix, avant d'éprouver de vives douleurs dans tout le corps : à partir de ce jour-là, elle « sentit la croix dans son cœur, de manière sensible et pour toujours ». En 1303, elle fait construire l'église de Santa Croce, avec la bénédiction de l'évêque de Spolète. En 1307, elle est approchée par Bentivenga da Gubbio qui, après s'être séparé des Fratelli del Libero Spirito (Frères du Libre-Esprit), a créé le mouvement Spirito di Libertà, dans lequel il cherche à entraîner la sainte. Mais celle-ci le convainc d'hérésie et, au terme d'une polémique, le dénonce aux autorités, de sorte qu'il se retrouve, en compagnie de ses adeptes, emprisonné à vie. En 1308, Chiara tombe malade et s'éteint, le 17 août, après avoir recommandé à ses sœurs la pratique de l'humilité, de la patience et de la charité.

## Spiritualité
« Soyez humbles, patientes, et unies en charité. Soyez telles que Dieu soit honoré en vous et que l’œuvre qu’Il a commencée en vous, ne soit pas perdue » : telles ont été les dernières paroles de Chiara, par lesquelles la sainte a résumé une mystique marquée à la fois par l'ascèse de la croix et l'amour du prochain, en une sorte de synthèse entre le franciscanisme et l'augustinisme. La fondation primitive de Giovanna suivait la règle de François d'Assise. Ensuite, Chiara s'est montrée proche d'Ubertin de Casale, partisan de la pauvreté radicale, ce qui a pu donner l'impression à Bentivenga da Gubbio qu'elle était attirée par certaines thèses du joachimisme, alors qu'en réalité, elle se trouvait farouchement opposée au quiétisme du Libre-Esprit.
On considère, en outre, que l'humilité, vertu centrale chez les frères mineurs, se trouve au fondement de la démarche religieuse de Chiara. Enfin, celle-ci a reçu les sacrés stigmates, expérience surnaturelle dont saint François avait été le premier bénéficiaire. Avec cette différence, toutefois, que la stigmatisation de Chiara est interne et non externe.
En effet, le Christ lui apparaît, cherchant un endroit au monde où planter sa croix, et la sainte lui offre son cœur à cet effet. La dévotion à la Passion est ainsi associée à une spiritualité du désir, typiquement augustinienne, ce que la tradition a condensé dans la devise de Chiara : « Si tu cherches la croix du Christ, prends mon cœur. Là tu trouveras le Sauveur souffrant ». Dans cette perspective, la stigmatisation interne constitue le signe d'une conformation du cœur, de l'intellect et de la volonté au Christ, selon un processus intérieur théorisé par Augustin d'Hippone.
Quant à la matérialité du signe, il réside dans les marques des instruments de la Passion (croix, fouet, colonne, couronne d'épines, clous, lance et éponge) imprimées sur l'organe cardiaque de la sainte. Il n'est pas sans intérêt de noter que le parcours spirituel de Chiara a pu servir d'exemple pour une autre moniale Augustine de sa région, Rita da Cascia, stigmatisée environ un siècle plus tard.

## Postérité

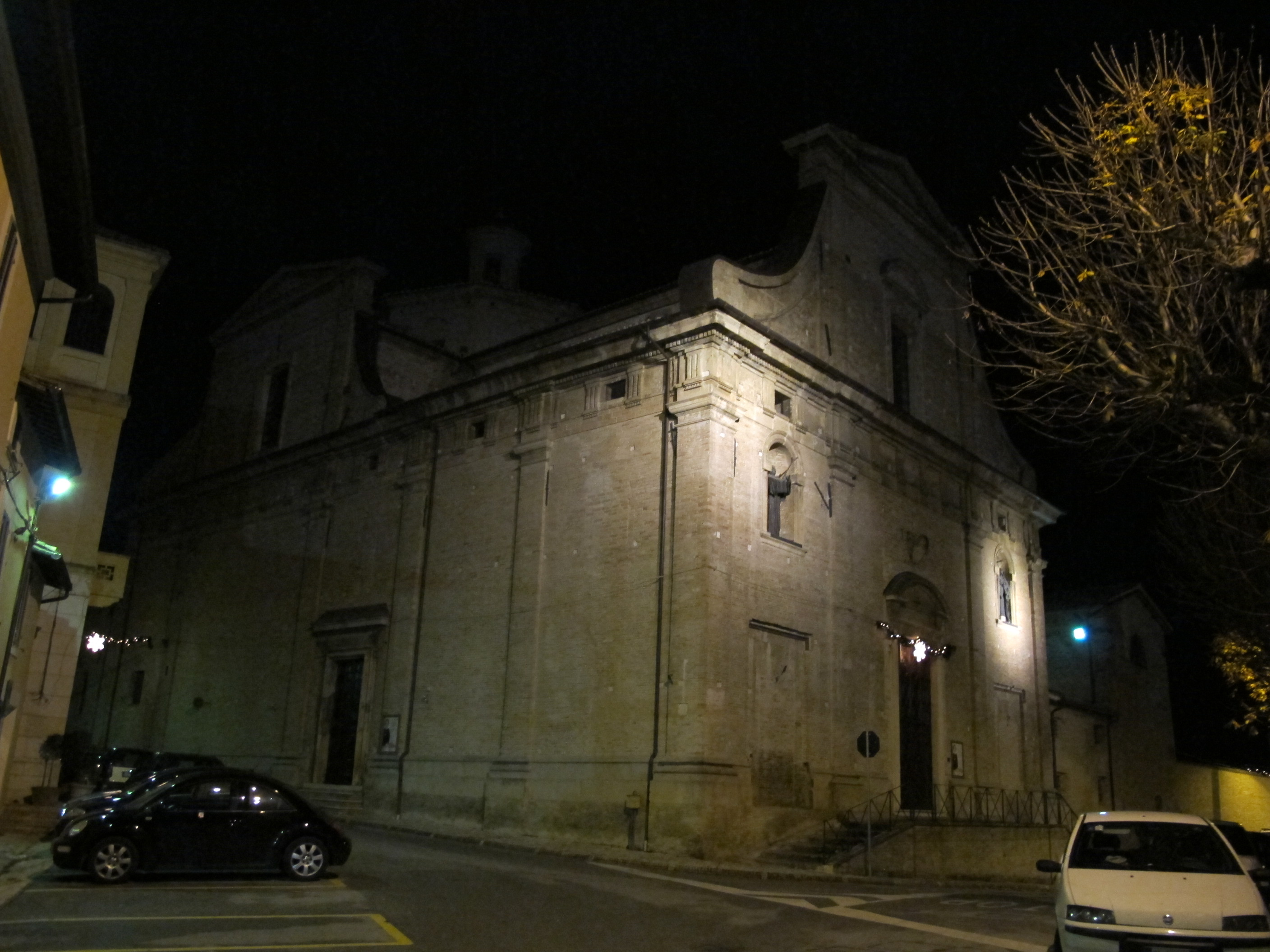
Église Sainte-Claire à Montefalco (construite entre 1615 et 1643).

Durant la nuit qui suivit la mort de Chiara, les religieuses ont ouvert son corps pour en retirer les viscères. C'est alors qu'elles ont découvert la stigmatisation interne. Le vicaire général du diocèse, Bérenger Donnadieu (it) de Saint-Affrique, venu pour protester contre cette initiative, a constaté le même phénomène. Aussi, quatre jours après le décès, une enquête a-t-elle été entamée concernant la vie, les vertus et les miracles de la défunte. Un procès informatif s'est ouvert en 1309, puis un procès apostolique en 1317, au cours desquels quatre cent soixante-dix témoins ont effectué une déposition. La procédure ayant été interrompue en 1334, à la mort de Jean XXII, le décret de confirmation de culte ne sera promulgué qu'en 1737, avant la canonisation, prononcée en 1881.
Un spécialiste de l'hagiographie médiévale, André Vauchez, a fait remarquer qu'il s'agit là du premier procès de canonisation pour lequel les visions et révélations du candidat ont été longuement examinées. À l'heure actuelle, le cœur de Chiara, qui s'est asséché sans moyen artificiel, est conservé dans un reliquaire d'argent, à l'église du monastère de Montefalco. Il ressort de récents examens médicaux et scientifiques, que « le muscle cardiaque est parfaitement conservé avec une telle finesse que ses particularités sont étonnamment visibles. »